# カイザー級戦艦
| カイザー級戦艦                       | カイザー級戦艦 |
| ------------------------------------ | --- |
| 竣工当時の「カイザー（SMS Kaiser）」 | |
| 艦級概観                             | |
| 艦種                                 | 戦艦 |
| 艦名                                 | |
| 前級                                 | ヘルゴラント級戦艦 |
| 次級                                 | ケーニヒ級戦艦 |
| 性能諸元                             | |
| 排水量                               | 常備：24,724 トン 満載：27,000 トン |
| 全長                                 | 172.4 m |
| 全幅                                 | 29.0 m |
| 吃水                                 | 9.1 m |
| 機関                                 | 海軍式石炭・重油混焼水管缶16基 + 直結タービン3基3軸推進 （プリンツレゲント・ルイトポルトのみ：（海軍式石炭・重油混焼水管缶14基 + 直結タービン2基2軸推進）                                                                                                 |
| 最大出力                             | 31,000 hp （プリンツレゲント・ルイトポルトのみ：26,000 hp） |
| 最大速力                             | 21.0ノット （プリンツレゲント・ルイトポルトのみ：20ノット） |
| 航続距離                             | 12ノット/7,900 海里（14,600 km） （プリンツレゲント・ルイトポルトのみ：12ノット/7,200海里） |
| 燃料                                 | 石炭：3,600トン（プリンツレゲント・ルイトポルトのみ：3,100トン） 重油：200トン（プリンツレゲント・ルイトポルトのみ：200トン） |
| 乗員                                 | 1,084名（旗艦は司令部要員94名追加） |
| 兵装                                 | クルップ 30.5cm（50口径）連装砲5基 クルップ 15cm（45口径）単装速射砲14基 クルップ 8.8cm（45口径）単装速射砲8基 50cm水中魚雷発射管単装5門 |
| 装甲                                 | 舷側：170～350mm（水線中央部）、180mm（艦首尾部）、75mm（機関区隔壁） 甲板：60mm（主甲板） 主砲塔：300mm（前盾）、100mm（天蓋） 主砲バーベット：300mm（最厚部） 副砲ケースメイト：80mm（防盾）、170mm（最厚部） 司令塔：350～400mm（前盾）、200mm（後盾） |

カイザー級戦艦（Linienschiffe der Kaiser-Klasse）は、ドイツ帝国海軍の弩級戦艦の艦級である。本級は第一次世界大戦前に5隻が建造された。通常ドイツ戦艦は戦隊編成上1クラス4隻を基準にして建造されたが、本級ではフリードリヒ・デア・グローセを大洋艦隊の旗艦として建造したため、同型5隻が計画された。

## 概要
本級は旧態化した海防戦艦の代替としてドイツ海軍の1909年度計画および1910年度計画で計5隻の建造が承認された。弩列強各国が弩級戦艦の推進機関に蒸気タービンを採用していたのに比べて、機関製造技術に後れを取っていたドイツ造船界もこの頃になってようやくパーソンズ社やブラウン・カーチス社の蒸気タービンの製造権を買って国産蒸気タービンの製造が行えるようになったため、戦艦として初めて機関を搭載した艦級となった。全艦が第一次世界大戦に参加し、そのうちケーニヒ・アルベルトを除く4隻はユトランド沖海戦に参加した。

## 艦形

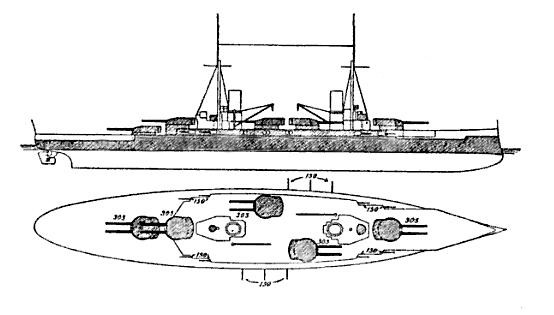
本級の武装・装甲配置を示した図。

本級の船体形状は乾舷の低い長船首楼型船体である。前級までの特徴であった水面下のカット・オフ艦首。艦首から全くシア（反り返り）のない甲板上に30.5cm砲を収めた連装砲塔で1番主砲塔が1基配置し、両脇に船橋（ブリッジ）を持つ艦橋を基部として前部マストが立つ。
船体中央部に2本煙突が立つが、その間隔は前後に大きく離されていた。これは、船体中央部に2番・3番主砲塔が梯型配置されたために中央部弾薬庫を避けるために煙突配置を工夫したのである。中央甲板上の右舷側前方に2番主砲塔を1基、その反対側の左舷側後方に3番主砲塔を1基配置した。その周囲は艦載艇置き場となっており1番・2番煙突を基部とするクレーンが1基ずつ計2基により運用された。
副砲の15.2cm速射砲は波浪の影響を受けにくい最上甲板上の側面に舷側ケースメイト配置で片舷7基ずつ計14基が配置する工夫がされていた。2番煙突と後部マストと後部司令塔は一体化され、その背後に4番・5番主砲塔が背負い式で2基配置した。
他に近接戦闘に8.8cm（45口径）速射砲が艦橋上に4基と後部マストの基部に2基と艦尾甲板上に2基の計8基が分散配置された。

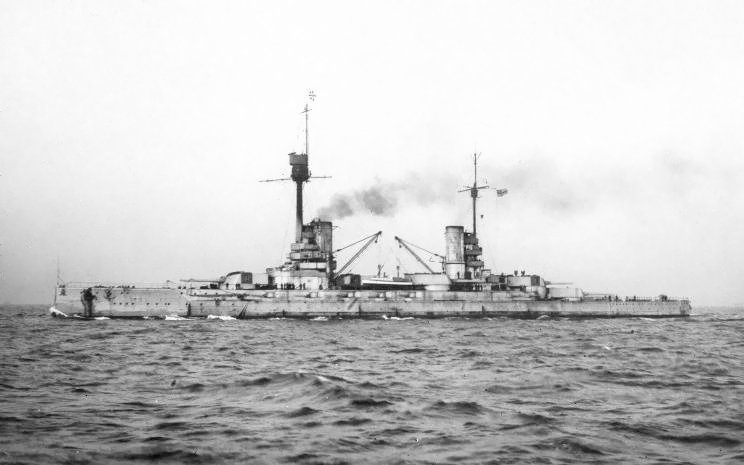
改装後のフリードリヒ・デア・グローセ。前部マストが太くなり、頂上部に測距儀室が設けられた。

竣工後の1914年に遠距離砲戦に適応した改装が行われ、主砲塔の仰角引き上げと共に前部マストは太くされて測距儀室が頂上部に設けられた。
主砲塔の配置は基本的にイギリス海軍のネプチューン（HMS Neptune）、コロッサス級戦艦と同じものであり、ドイツ海軍は当時の最新艦であるイギリス戦艦を参考にして本級を設計した。本級はイギリス艦に比べ艦幅が広く、梯形配置の主砲塔による10門の全門斉射は船体に大きな負担を与えることはなかった。

## 主砲、その他備砲
本級の主武装は「1911年型 SK L/50 30.5cm（50口径）砲」を採用した。その性能は405.5 kgの砲弾を、最大仰角13.5度で16,200 mまで届かせられるとされた。砲身の俯仰のみ圧式で、砲塔の旋回・砲弾の揚弾・装填は主に電力で補助に人力を必要とした。砲身の上下角度は仰角13.5度・俯角8度で旋回角度は艦首・艦尾甲板上のものは300度であったが、船体中央部のものは上部構造物に射界を制限された。発射速度は1分間に2～3発であった。なお、1914年に行われた改装により仰角は16度まで引き上げられて射程が20,400mまで延伸された。この改装により俯角は5.5度へと低下した。
本級の副武装はは「1908年型 SK L/45 15cm（45口径）速射砲」を採用した。その性能は45.3kgの砲弾を、最大仰角20度で14,900m まで届かせられた。砲身の俯仰・砲塔の旋回・砲弾の揚弾・装填は主に人力を必要とした。砲身の上下角度は仰角20度・俯角7度で左右の旋回角度は甲板上に配置したものは300度であった。発射速度は1分間に5～7発であった。
他に対水雷艇迎撃用に8.8cm（45口径）速射砲を単装砲架で8基装備した。対艦攻撃用に50cm水中魚雷発射管4基を装備していた。

## 機関
前述のとおり、本級はドイツ戦艦で初めて蒸気タービンを搭載したクラスで、各造船所ごとにタービンの形式が異なっており、以下に示す。
| 艦名                           | ボイラー                       | 推進機関                                   | 公試出力   | 公試速力   |
| ------------------------------ | ------------------------------ | ------------------------------------------ | ---------- | ---------- |
| カイザー                       | 海軍式石炭・重油混焼水管缶16基 | パーソンズ式直結タービン3基3軸推進         | 55,187馬力 | 23.4ノット |
| カイゼリン                     | ←                              | ←                                          | 55,187馬力 | 23.4ノット |
| フリードリヒ・デア・グローセ   | ←                              | ブラウン・カーチス式直結タービン3基3軸推進 | 42,181馬力 | 22.4ノット |
| ケーニヒ・アルベルト           | ←                              | シーヒャウ式直結タービン3基3軸推進         | 42,181馬力 | 22.4ノット |
| プリンツレゲント・ルイトポルト | 海軍式石炭・重油混焼水管缶14基 | パーソンズ式直結タービン2基2軸推進         | 38,751馬力 | 21.7ノット |

本級のうちプリンツレゲント・ルイトポルトのみ中央の推進軸はゲルマニア社の2ストローク6気筒で出力12,000馬力のディーゼル機関を搭載する画期的な設計であったが、当時の技術力で大型のディーゼル機関の製造は困難であったため、プリンツレゲント・ルイトポルトは中央軸を欠いて竣工したために合計出力が低下して速力低下を招いた。

## 同型艦
- カイザー Kaiser
- フリードリヒ・デア・グローセ Friedrich der Große
- カイゼリン（ドイツ語版、英語版） Kaiserin
- プリンツレゲント・ルイトポルト（ドイツ語版、英語版） Prinzregent Luitpold
- ケーニヒ・アルベルト（ドイツ語版、英語版） König Albert

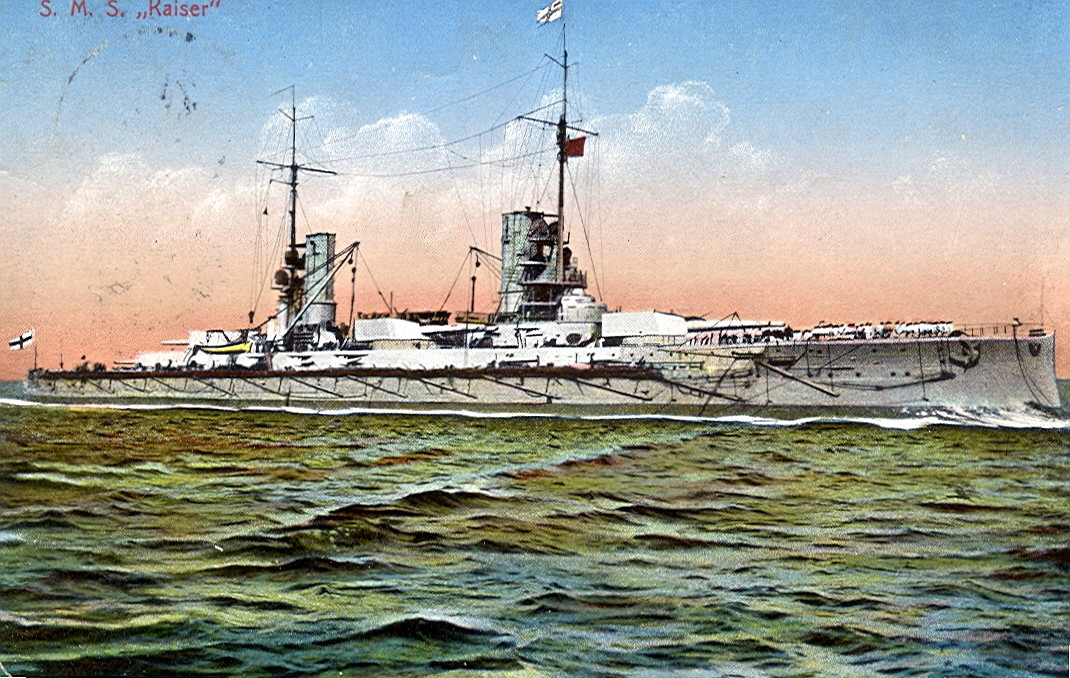
1914,05/11S.M.S. Kaiserポストカード
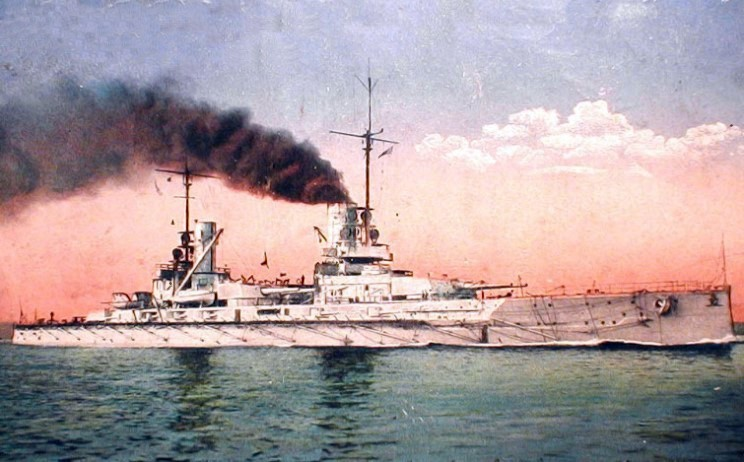
1914SMS Friedrich der Großeポストカード
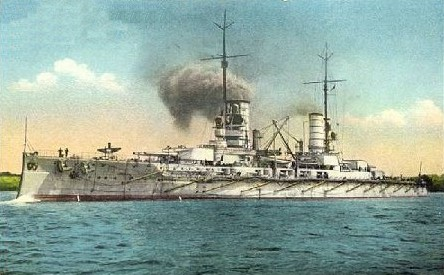
1911-14SMS Kaiserinポストカード
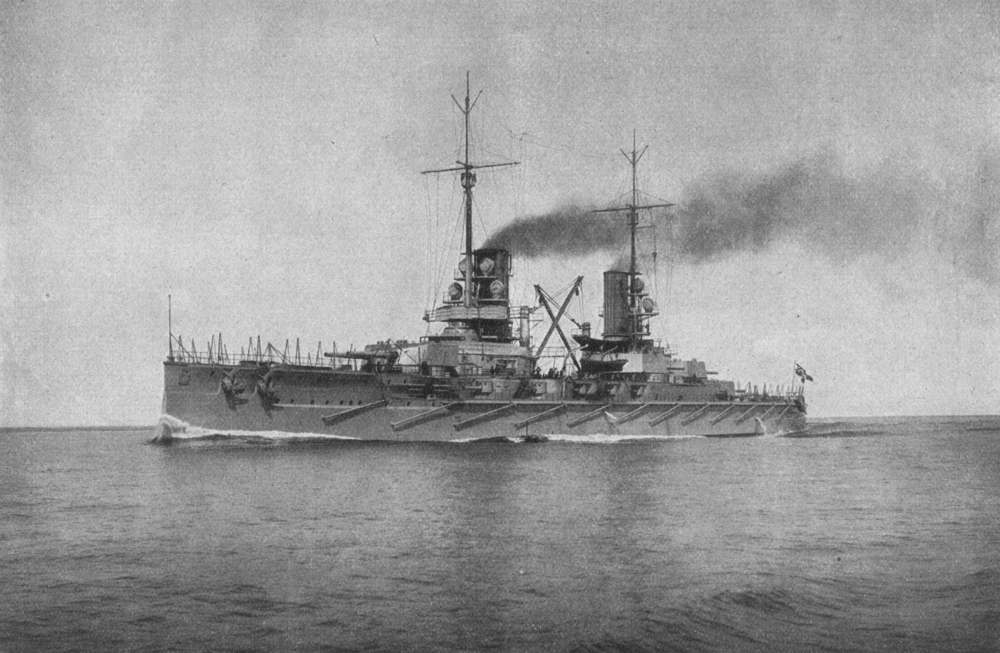
1913SMS Prinzregent Luitpold
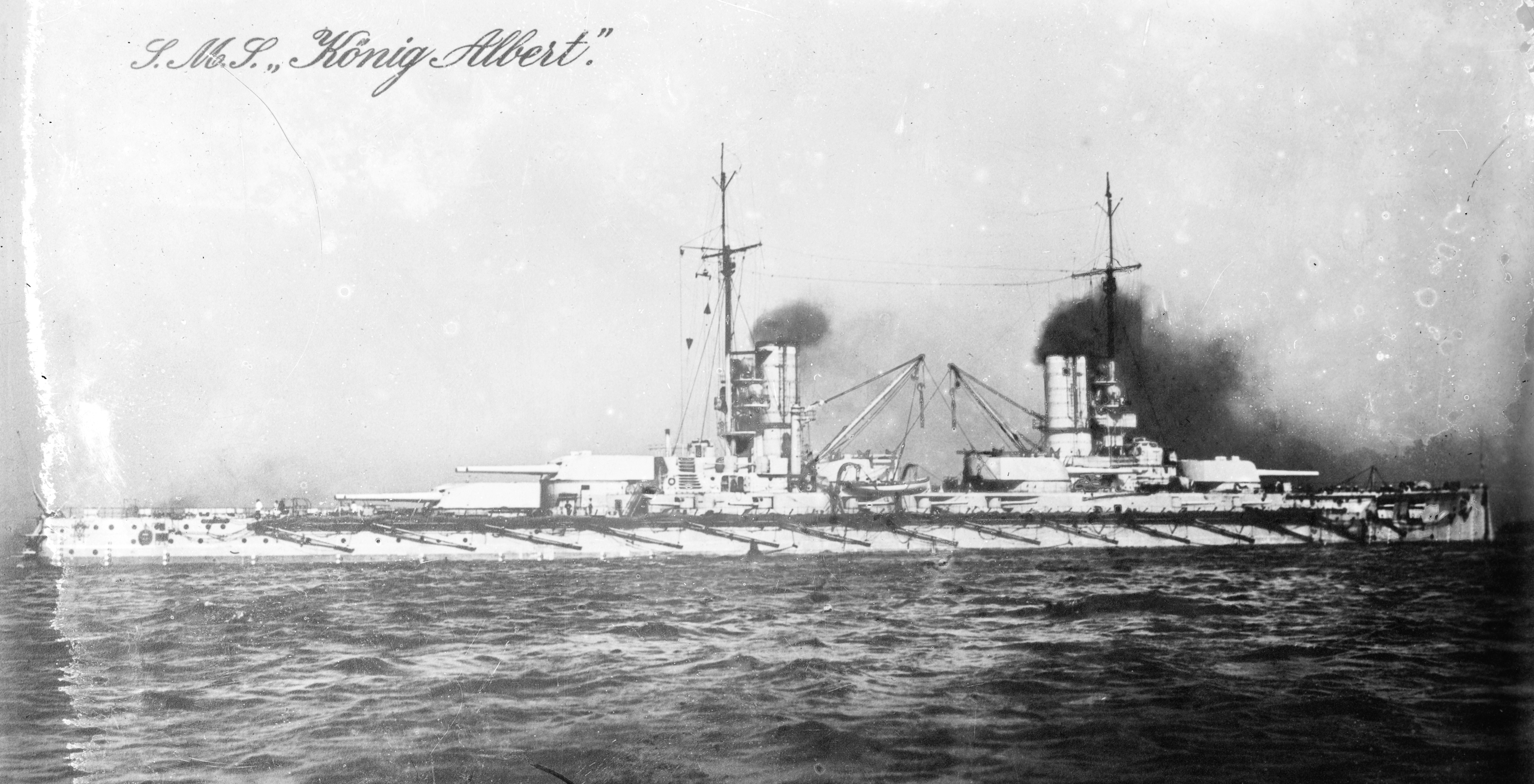
1913-14SMS König Albert

## 参考図書
- 「世界の艦船 1989年3月増刊　ドイツ戦艦史」（海人社）
- 「Conway All The World's Fightingships 1860-1905」（Conway）
- 「Conway All The World's Fightingships 1906–1921」（Conway